# Benedetta Tobagi

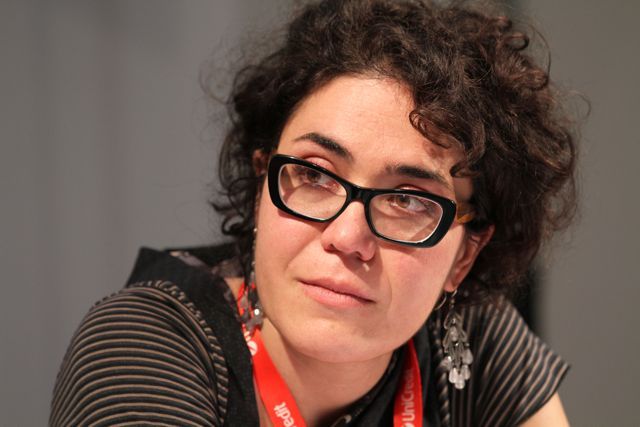
Benedetta Tobagi (2013)

Benedetta Tobagi (geb. 24. Januar 1977 in Mailand) ist eine italienische Historikerin und Autorin. Sie beschäftigt sich insbesondere mit der Thematik des links- und rechtsextremen Terrorismus in Italien zwischen den 1970er und 1990er Jahren. Bekanntheit erlangte sie mit ihrem mit dem renommierten Premio Campiello ausgezeichneten Buch La Resistenza delle donne („Der Widerstand der Frauen“), das sich auf die Rolle weiblicher Resistenzakämpferinnen während des Zweiten Weltkriegs im Kampf gegen den Faschismus in Italien konzentriert und die Notwendigkeit betont, Frauen als zentrale Akteurinnen im antifaschistischen Widerstand anzuerkennen.

## Leben
Geboren 1977 in Mailand promovierte Tobagi in Geschichte an der University of Bristol. Ihr erstes Buch, Come mi batte forte il tuo cuore (2009), widmete sie der Ermordung ihres Vaters, des Journalisten Walter Tobagi, durch die Brigata XXVIII marzo im Jahr 1980; diese persönliche Tragödie hatte einen tiefgreifenden Einfluss auf ihre berufliche Laufbahn und ihre thematische Ausrichtung.

## Wirken
Tobagis Forschungen konzentrieren sich auf die Rolle des zivilen und bewaffneten Widerstands gegen den italienischen Faschismus, mit einem besonderen Augenmerk auf die Beteiligung von Frauen. In La Resistenza delle donne dokumentiert sie, wie Frauen nach dem Waffenstillstand von 1943 zu wesentlichen Akteurinnen des Widerstands wurden. Sie beteiligten sich an logistischen Operationen, Waffenschmuggel und Nachrichtenübermittlung und wurden sogar zu Resistenza-Kämpferinnen und Kommandantinnen. Tobagi hebt hervor, dass der Widerstand der Frauen nicht nur eine militärische, sondern auch eine soziale und kulturelle Dimension hatte, indem er gegen patriarchalische Strukturen und sexistische Vorurteile kämpfte. Ihr Werk betont die Bedeutung dieses Kampfes für die Emanzipation der Frauen und die feministische Bewegung in Italien. Tobagi setzt sich auch mit den Themen Vergewaltigung und Stigmatisierung während des Krieges auseinander, Themen, die lange Zeit tabuisiert wurden. Sie betrachtet die Auseinandersetzung mit der Rolle der Frauen im Widerstand als entscheidend für das Verständnis der modernen italienischen Gesellschaft und als wichtiges Instrument gegen das Aufkommen rechter Strömungen in Italien.